# I cadetti della 3ª brigata
I cadetti della 3ª brigata (The Blue and Gold, noto in America anche con il titolo alternativo Navy Air Patrol) è un film drammatico americano del 1955 diretto da Don Siegel e interpretato da John Derek, Diana Lynn e Kevin McCarthy. Fu prodotto dalla neonata compagnia Allied Artists.
Nonostante abbia beneficiato del noto tocco da maestro di Siegel, il risultato finale risentì del basso budget stanziato.

## Trama
I fratelli Tony e Jim Scott si arruolano come guardia costiera presso l'Accademia navale degli Stati Uniti ad Annapolis. Jim, il maggiore, si prende cura di Tony, più impulsivo, e lo aiuta a preparare e superare un difficile test, che garantisce a quest'ultimo l'ambita possibilità di prendere parte a una partita di football molto sentita fra due rappresentanze di Esercito e Marina. Durante la partita tuttavia Tony non corrisponde alle aspettative del coach, e viene messo in panchina. Dopo la gara, Jim presenta il fratello alla sua fidanzata di lunga data, Peggy Lord, che presto sviluppa sentimenti ambigui anche per Tony.
Con la guerra di Corea all'orizzonte, durante una seduta di addestramento Jim e Tony vengono assegnati alla stessa portaerei. Jim continua a tenere d'occhio e badare al fratello minore, rischiando anche la propria vita. Durante una manovra in mare che coinvolge elicotteri e jet navali, l'aereo di Tony precipita dal ponte durante un decollo interrotto troppo tardi, e lui perde i sensi. Jim si tuffa in mare da un elicottero per trarlo in salvo.
Quando Tony viene mandato all'ospedale dell'Accademia Navale per riprendersi, ricomincia a corteggiare Peggy e le chiede di sposarlo. Peggy lo rifiuta ed è combattuta tra i due fratelli perché aveva già ricevuto la proposta anche da Jim, e lei aveva rimandato la decisione a dopo la fine della guerra di Corea.
Dopo aver passato il corso di addestramento, il rapporto fra i due fratelli si raffredda. Mentre iniziano l'addestramento avanzato come piloti di jet presso la stazione navale di Pensacola, Tony tenta di riavvicinarsi al fratello, ma Jim lo respinge. Assegnati a una portaerei all'estero, Tony e Jim si ritrovano entrambi in licenza a Tokyo, dove Tony incontra Peggy, che gli rivela che è Jim quello che lei ama davvero. Tony accetta la situazione e, quando ha la possibilità di fare ammenda, non solo salva suo fratello maggiore durante una missione pericolosa, ma combatte anche coraggiosamente il nemico durante il tentativo di salvataggio. Cercando il fratello ferito, nota che Peggy è già accanto a lui e si rende conto che Jim e Peggy saranno felici insieme.

## Produzione
Quando al regista Don Siegel venne assegnato il progetto, gli fu spiegato che I cadetti della 3ª brigata doveva essere girato "a buon mercato", con precise istruzioni di utilizzare il maggior numero di filmati di repertorio possibile per limitare i costi delle riprese. Ostacolato da vincoli di budget e persino da una piccola ribellione da parte della star John Derek, che all'ultimo momento insistette per scambiare il suo ruolo con quello assegnato a Kevin McCarthy, Siegel fu costretto a una serie di compromessi, contando sulla sua precedente esperienza professionale come montatore cinematografico per tentare di aggiustare il tutto in fase di montaggio.
Siegel, come regista freelance, si era guadagnato una reputazione per il suo approccio lavorativo che consentiva di portare a termine produzioni con un budget limitato. Pianificava meticolosamente le scene e lavorava rapidamente ottenendo le inquadrature esatte che desiderava, con pochissime riprese extra. Nel caso de I cadetti della 3ª brigata, il tocco di Siegel si può facilmente riscontrare nella sceneggiatura curata, nella fotografia delle parti girate ad hoc ben abbinata ai filmati di repertorio, e più in generale in un prodotto finale che arrivò nel rispetto del budget e dei tempi, come di consueto.

## Accoglienza
Da pochi incluso fra i film riusciti di Don Siegel, I cadetti della 3ª brigata ricevette comunque recensioni blandamente positive. Hal Erickson commentò: "I volti sono nuovi e le ambientazioni ben ricostruite, ma per il resto I cadetti della 3ª brigata è la formula collaudata del tipo due ragazzi e una ragazza. [...] la storia è incentrata su due fratelli cadetti, Tony e Jim. I ragazzi si contendono l'affetto di Peggy, un triangolo che mette seriamente a dura prova il loro rapporto fraterno e rischia di compromettere il loro valore di futuri ufficiali e gentiluomini. Nella tradizione di Ali del 1927, il conflitto è risolto." 